# نيسار (قمر اصطناعي)
مهمة رادار الفتحة التركيبية NISAR التابعة لوكالة ناسا ومنظمة أبحاث الفضاء الهندية هي مشروع مشترك بين ناسا ومنظمة أبحاث الفضاء الهندية لتطوير وإطلاق رادار الفتحة التركيبية ثنائي التردد على قمر اصطناعي لرصد الأرض في عام 2025. وهو أول قمر اصطناعي للتصوير الراداري مزدوج التردد. وسيُستخدم للاستشعار عن بعد، لمراقبة وفهم العمليات الطبيعية على الأرض. على سبيل المثال، ستدرس أجهزته الموجهة إلى اليسار الغلاف الجليدي في القارة القطبية الجنوبية. بتكلفة إجمالية تقدر بنحو 1.5 مليار دولار أمريكي، من المرجح أن يكون نيسار أغلى قمر اصطناعي لتصوير الأرض في العالم.

## ملخص
سيستخدم الرادار ذو الفتحة التركيبية التابع لوكالة ناسا ومنظمة أبحاث الفضاء الهندية (NISAR) التصوير الراداري المتقدم لرسم خريطة ارتفاع اليابسة والكتل الجليدية على الأرض أربع إلى ست مرات شهريًّا بدقة تتراوح بين 5 إلى 10 أمتار. صُمم لمراقبة وقياس بعض العمليات الطبيعية الأكثر تعقيدًا على الكوكب، بما في ذلك اضطرابات النظام البيئي، وانهيار الغطاء الجليدي، والمخاطر الطبيعية مثل الزلازل، والتسونامي، والبراكين، والانهيارات الأرضية.
المهمة مهمة مشتركة بين ناسا ومنظمة أبحاث الفضاء الهندية. وبموجب شروط الاتفاقية، ستوفر ناسا رادار الفتحة التركيبية للمهمة بنطاق L، ونظام اتصالات عالي السرعة لأجهزة استقبال البيانات العلمية بنظام تحديد المواقع العالمي، ومسجل بيانات الحالة الجامدة، ونظام بيانات الحمولة. ستوفر منظمة أبحاث الفضاء الهندية ناقل الأقمار الصناعية، ورادار الفتحة التركيبية بنطاق S، ومركبة الإطلاق، وخدمات الإطلاق المصاحبة.
ستكون جميع البيانات من نيسار متاحة مجانًا بعد يوم أو يومين من المراقبة وفي غضون ساعات في حالة الطوارئ مثل الكوارث الطبيعية. ستكشف البيانات التي جمعها نيسار عن معلومات حول تطور وحالة قشرة الأرض، وتساعد العلماء على فهم العمليات الطبيعية لكوكب الأرض وتغير المناخ فهمًا أفضل، وتساعد في إدارة الموارد والمخاطر في المستقبل.
سيُثَّبت القمر الاصطناعي على ثلاثة محاور. وسيستخدم هوائيًّا شبكيًّا 12 م (39 قدم) قابلًا للنشر وسيعمل على نطاقي الموجات الدقيقة L وS. قدمت شركة أسترو أيروسبيس عاكس الشبكة ذات الفتحة (الهوائي).
تستضيف مرافق المركز الوطني للجيوديسيا في المعهد الهندي للتقنية في كانبور والمعهد الهندي للتقنية في باتنا عاكسًا زاويًّا لقمر نيسار. وسوف يلعب دورًا رئيسيًا في معايرة وتصحيح مسار رادار قمر نيسار الاصطناعي أثناء مرحلة الخروج من المدار.
تبلغ حصة منظمة أبحاث الفضاء الهندية من تكلفة المشروع نحو 788 كرور روبية هندية (130 مليون دولار أمريكي)، وحصة ناسا تبلغ نحو 1.118 مليار دولار أمريكي.

## الإطلاق
أُطلق القمر الاصطناعي من مركز ساتيش داوان الفضائي في الهند على متن مركبة إطلاق الأقمار الاصطناعية المتزامنة مع الأرض مارك 2 (GSLV Mark II) في 30 يوليو 2025 في تمام الساعة 12:40 بالتوقيت العالمي المنسق. Rfffvgggghhgvv من المقرر في الأصل إطلاقه في 30 مارس 2024، ولكن تأجل الإطلاق حتى إشعار آخر بسبب الحاجة إلى ترقية الأجهزة. سيكون المدار من نوع مدار متزامن مع الشمس، من الفجر إلى الغسق. تبلغ مدة المهمة المخطط لها 5 سنوات. دُمجت أجزاء القمر الاصطناعي بالكامل في يناير 2024 وكان يجري اختباراته وتحليلاته النهائية استعدادًا للإطلاق. ومع ذلك، في مقابلة مع صحيفة تايمز أوف إنديا، قال رئيس منظمة أبحاث الفضاء الهندية سريدهارا بانيكر سوماناث إن صاروخ الإطلاق الفضائي (GSLV) الناقل لنيسار سيبنى بحلول مارس-أبريل 2024، إلا أن القمر الاصطناعي لا يزال يخضع للاختبارات وكانوا يتوقعون بعض التأخير. وجدت الاختبارات أن عاكس الرادار الأساسي الكبير قد يواجه درجات حرارة أعلى من المتوقع عند تخزينه أثناء الطيران، لذا أعيد إلى مختبر الدفع النفاث، الجهة المصنعة له في كاليفورنيا، لتطبيق طبقة عاكسة للتخفيف من خطر ارتفاع درجة الحرارة. هذا هو أول إطلاق GSLV Mk II إلى مدار أرضي منخفض.
في 15 أكتوبر 2024، وبعد الانتهاء من جميع الفحوصات والاختبارات، انطلقت طائرة ناسا سي-130 من منشأة والوبس للطيران في فرجينيا للانطلاق في رحلة متعددة المراحل تستغرق عدة أيام إلى الهند. توقفت الرحلة أولًا في قاعدة مارش الجوية الاحتياطية لاستعادة المركبة الفضائية، تلا ذلك توقف استراتيجي في قاعدة هيكام الجوية في هاواي؛ وقاعدة أندرسن الجوية في جوام؛ وقاعدة كلارك الجوية في الفلبين، ووصلت إلى مطار HAL في بنجالورو بالهند. وبحلول أواخر يناير 2025، أنهى القمر الاصطناعي جميع الفحوصات الأولية في بنجالورو وكان جاهزًا للشحن إلى مركز سان دييجو الفضائي. وبحلول 14 مايو، وضع الفنيون القمر الاصطناعي في حاوية مخصصة ونقلوه نحو 360 كيلومترًا بالشاحنات إلى مركز ساتيش داوان الفضائي، حيث وصل في اليوم التالي.

## معرض الصور

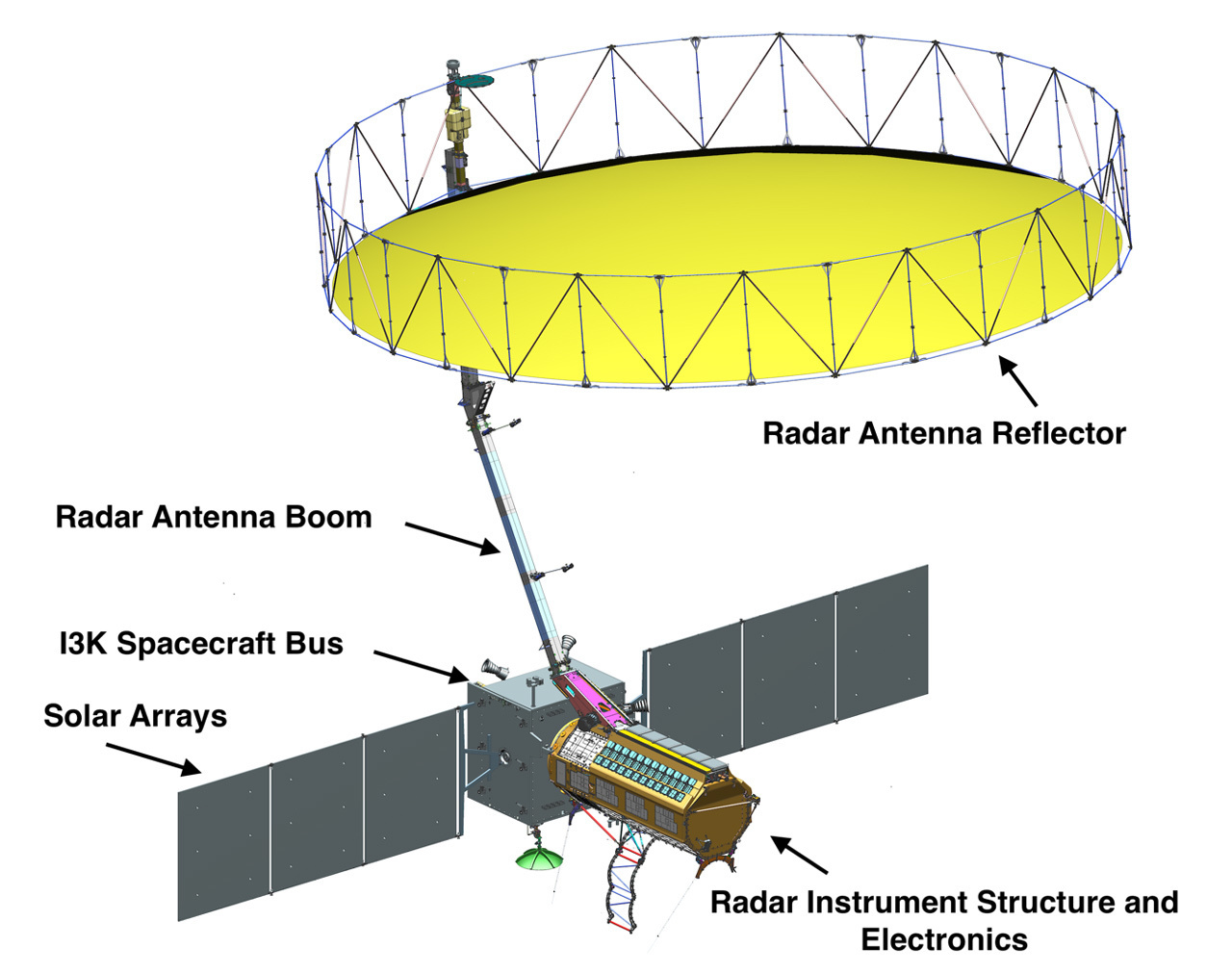
مخطط نيسار
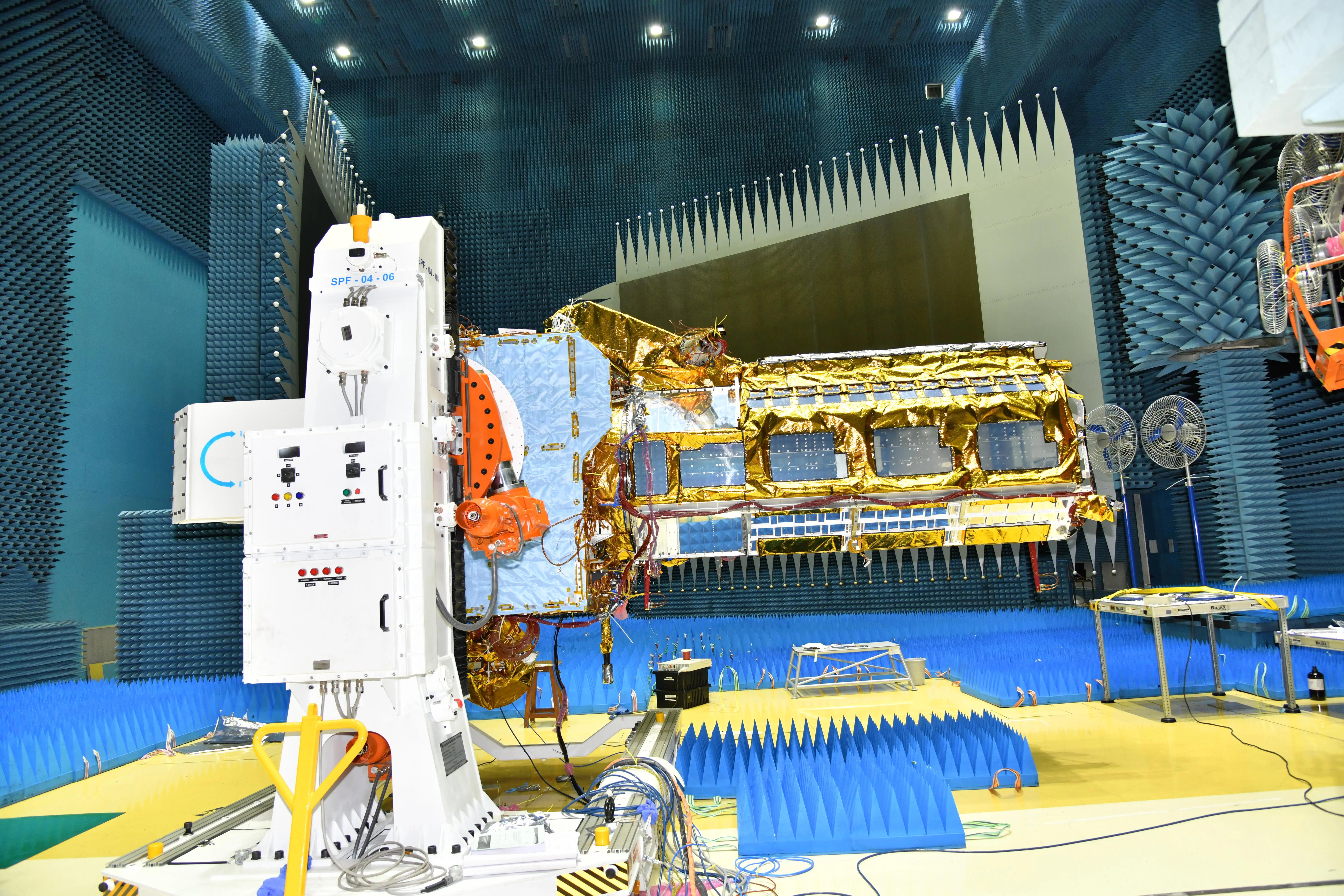
نيسار يخضع للاختبارات
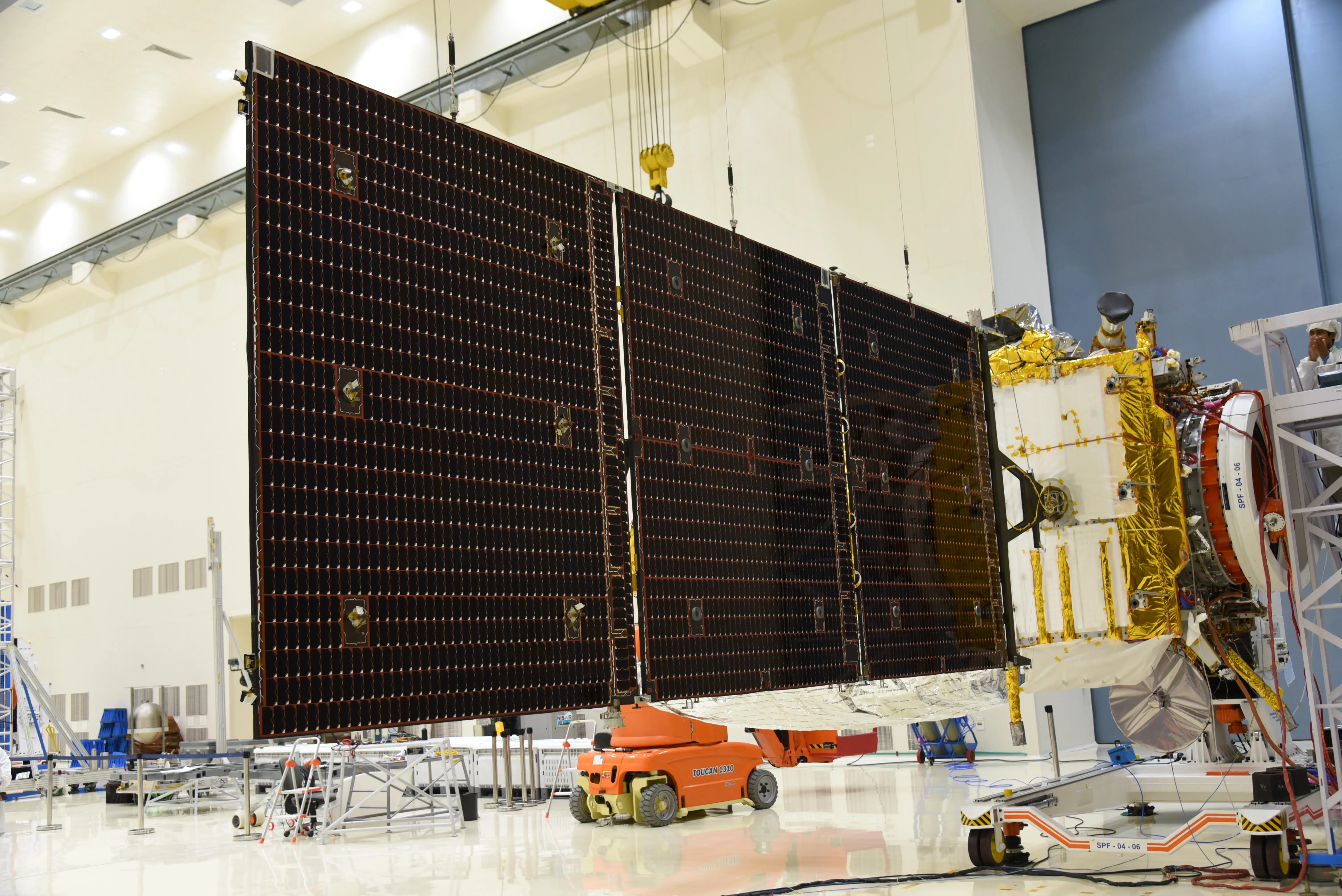
مجموعة نيسار الشمسية
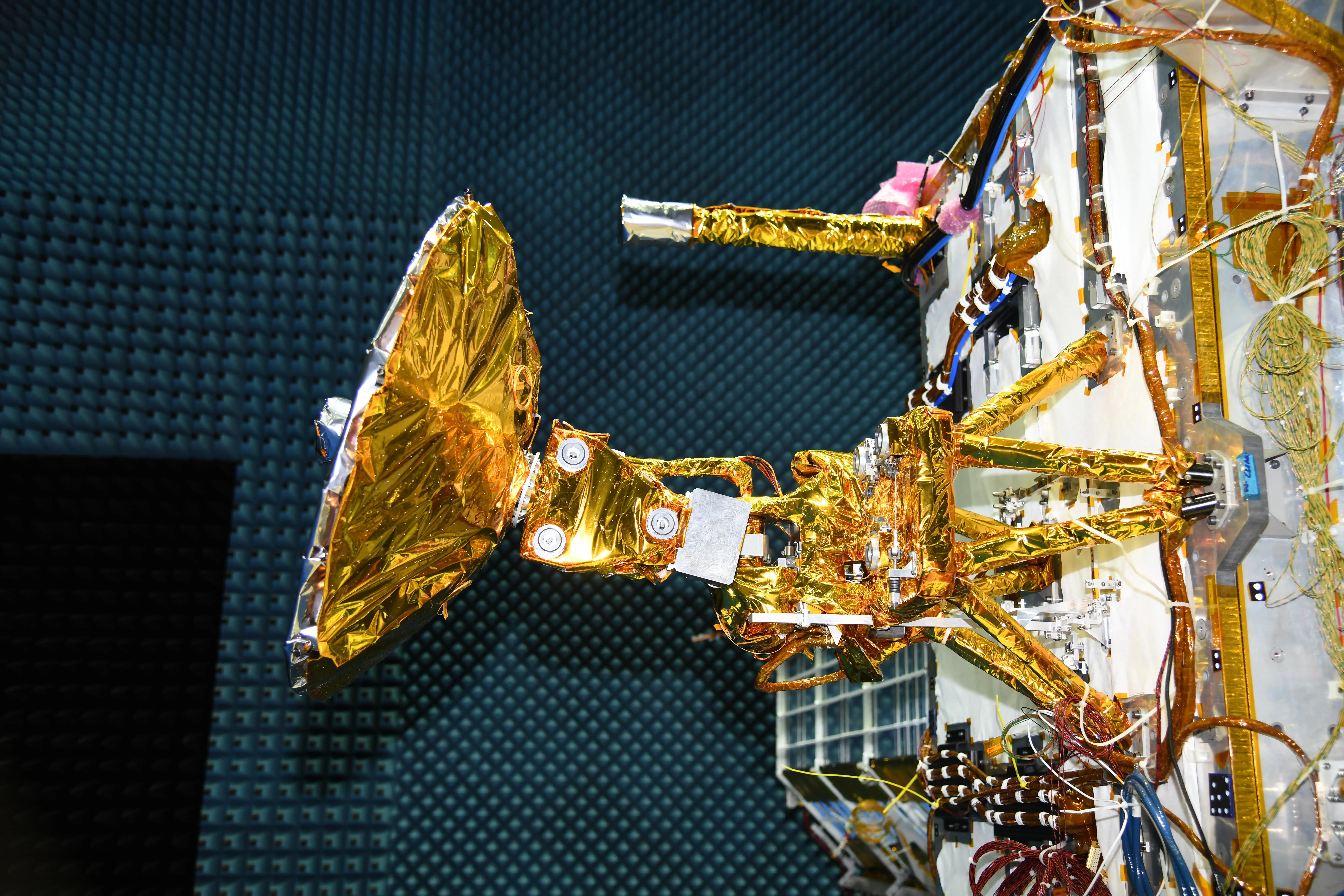
هوائي DGA التابع لنيسار
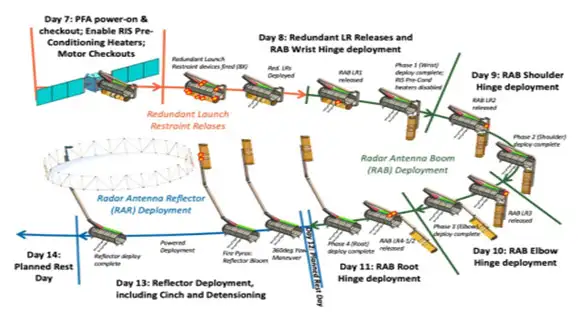
عملية نشر نيسار
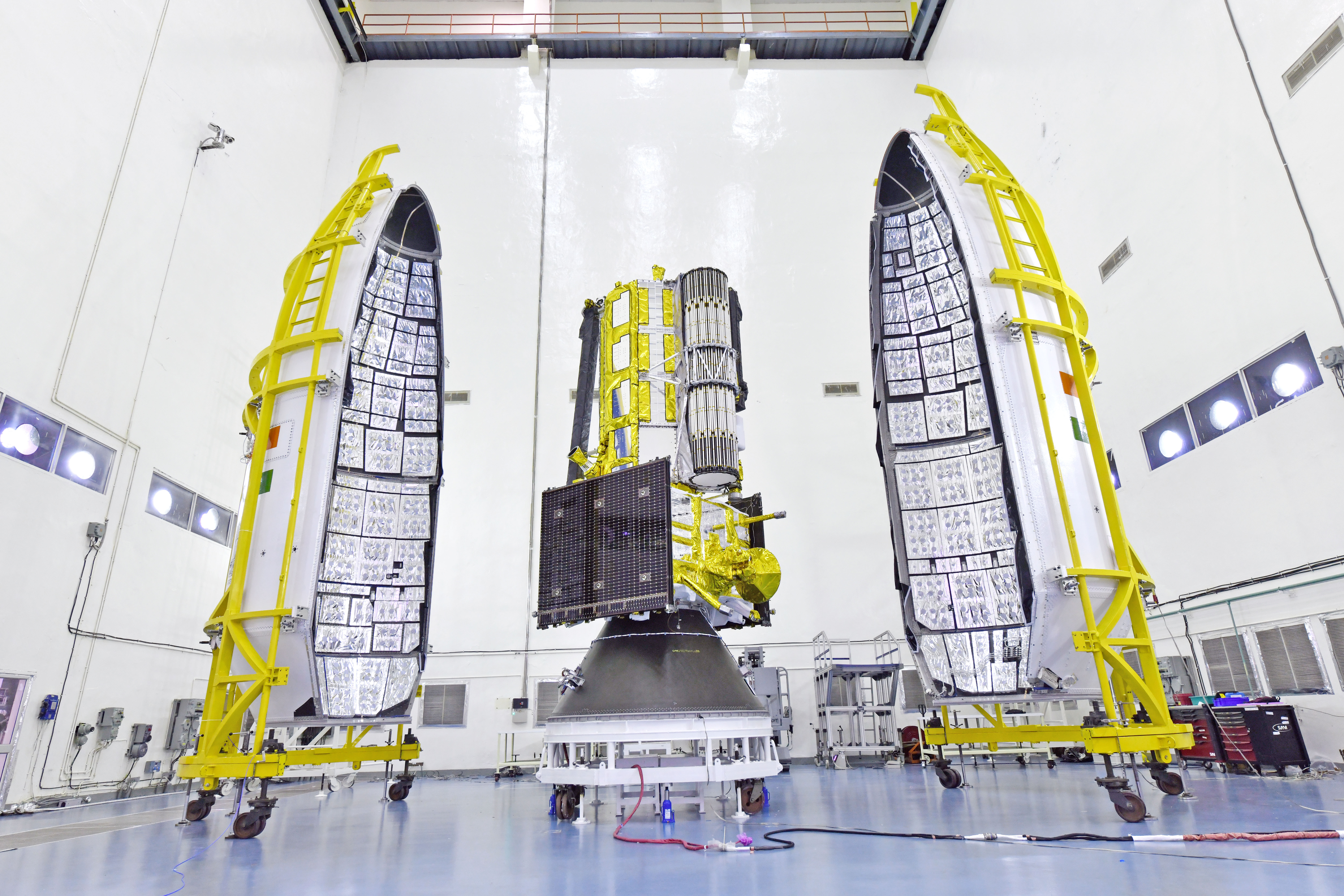
دمج نظام نيسار مع غطاء الحمولة الخاص بمركبة GSLV F16

## الحمولة
- رادار الفتحة الاستقطابي في النطاق L (1.25 جيجاهرتز؛ طول الموجة 24 سم)، والذي ستنتجه وكالة ناسا.
- رادار الفتحة الاصطناعية الاستقطابي في نطاق S (3.20 جيجاهرتز؛ طول الموجة 12 سم)، والذي ستنتجه منظمة أبحاث الفضاء الهندية.[17]